# Jules Samuels
Jules Samuels, bekend als dr. J. Samuels, (Paramaribo, 15 januari 1888 – Amsterdam, 2 augustus 1975) was een Nederlands alternatief genezer. 
Samuels was oorspronkelijk een chirurg-vrouwenarts. Hij was van mening dat veel ziekten veroorzaakt werden door een storing in de hormoonhuishouding. Daarvan uitgaande ontwikkelde hij de endogene endocrino-therapie waarbij hoogfrequente wisselstroom via elektroden op het hoofd genezing zou brengen. De benodigde kastjes werden door Samuels direct aan de patiënten verkocht en waren volgens hem werkzaam tegen een scala aan ziekten, inclusief aandoeningen aan de hartspier en de kransslagaders. Samuels beweerde kanker te kunnen genezen zonder dat een operatie nodig was, zonder medicijnen en met behoud van het getroffen orgaan.
Na 1946 verschenen diverse publicaties die de werkzaamheid van de therapie aan de kaak stelden, maar tot in 1974 bleven mensen hun heil zoeken in de kortegolfkastjes van dr. Samuels.
De Vereniging tegen de Kwakzalverij plaatste J. Samuels op de tweede plaats van de 'Top 20' van kwakzalvers.
Jules Samuels ligt begraven op de Liberaal Joodse Begraafplaats Gan Hasjalom in Vijfhuizen. 